# Aspicilia pergibbosa
Aspicilia pergibbosa är en lavart som först beskrevs av H.Magn., och fick sitt nu gällande namn av Veli Johannes Paavo Bartholomeus Räsänen. Aspicilia pergibbosa ingår i släktet Aspicilia, och familjen Megasporaceae. Enligt den finländska rödlistan är arten sårbar i Finland. Arten är reproducerande i Sverige. Artens livsmiljö är klippor (inklusive flyttblock).